# Mircea Costache II
Pour les articles homonymes, voir Costache.
Ne doit pas être confondu avec Mircea Costache I, un autre joueur roumain de handball.
Mircea Costache II, né le 2 mai 1940 à Bucarest et mort le 16 février 2016 à Bucarest, est un handballeur international roumain, qui évoluait au poste de pivot, avant de devenir entraîneur.
Avec l'équipe de Roumanie, il est notamment double Champion du monde en 1961 et 1964 et en club, il a remporté sept Championnats de Roumanie et une Coupe des clubs champions européens en 1965.

## Palmarès de joueur

### Club
- Vainqueur du Championnat de Roumanie (7) : 1959, 1960, 1961, 1962, 1964, 1965, 1966 (avec Dinamo Bucarest)
- Vainqueur de la Coupe des clubs champions (1) : 1965 (avec Dinamo Bucarest)
  - Finaliste en 1963

### Sélection nationale
- Championnats du monde
  -  Médaille d'or au Championnat du monde 1961
  -  Médaille d'or au Championnat du monde 1964
  -  Médaille de bronze au Championnat du monde 1967

## Palmarès d'entraîneur

### Club
- Vainqueur du Championnat d'Algérie (2) : 1974, 1975 (avec Nadit Alger)
- Vainqueur de la Coupe d'Algérie (1) : 1973 (avec Nadit Alger)

### avec l'Équipe d'Algérie
- Médaille d'or aux Jeux Africains 1973
- 15e au Championnat du monde 1974
- Médaille d'or aux Jeux universitaires africains 1975 (en)
- Médaille de bronze aux Jeux méditerranéens 1975
- Médaille d'argent au Championnat d'Afrique 1976

### avec l'Équipe du Portugal jeunes et junior
- Médaille d'or au Championnat d'Europe jeunes 1992
- Médaille de bronze au Championnat du monde junior 1995